# Mycalesis caesonia
Mycalesis caesonia är en fjärilsart som beskrevs av Hans Daniel Johan Wallengren 1860. Mycalesis caesonia ingår i släktet Mycalesis och familjen praktfjärilar. Inga underarter finns listade i Catalogue of Life.